# رأی‌دهی اجباری

کشورهای آبی غیر اجباری، قرمز اجباری، نارنجی نیمه اجبار

رای‌دهی اجباری روشی است که در آن حکومت، مردم کشور را قانوناً مجبور به شرکت در انتخابات نموده و در صورت عدم شرکت شخصی، وی را با مجازات‌های مختلفی چون محرومیت از خدمات اجتماعی یا جریمه‌های نقدی و ... مجازات می‌کند.

### اجبار
در کشورهای زیر، سیستم رای دهی اجباری اجرا می‌شود. در صورت عدم شرکت در انتخابات در کشورهای زیر، مجازات‌هایی برای افراد در نظر گرفته شده.
- آرژانتین
- استرالیا
- برزیل
- جمهوری دموکراتیک کنگو
- اکوادور
- لوکزامبورگ
- نائورو
- کره شمالی
- پرو
- سنگاپور
- اروگوئه

### اجبار (بدون مجازات عدم شرکت)
کشورهای زیر بر اساس قانون دارای انتخابات اجباری هستند، اما بنا به دلایل خود، بر شهروندان اجباری نمی‌کنند.
- بلژیک
- بولیوی
- کاستاریکا
- جمهوری دومینیکن
- مصر
- یونان
- هندوراس
- لبنان
- لیبی
- مکزیک
- پاناما
- پاراگوئه
- تایلند
- ترکیه

## مجازات‌های عدم شرکت
البته عدم شرکت به معنی دریافت مجازات نیست. به عنوان مثال کشورهای استرالیا و برزیل، در صورتی که شهروندانی در انتخابات شرکت ننمایند، ولی گواهی موجه و قانونی‌ایی در خصوص غیبت ارائه کنند (همچون گواهی پزشکی بیماری در روز انتخابات یا سفر خارج از کشور) مجازاتی برای آنها در نظر گرفته نمی‌شود. اگرچه که در کشورهایی دیگر چون بلژیک، شهروندان در صورت حتی در سفر خارجی بودند، می‌توانند با مراجعه به سفارت کشور خود، در رای‌گیری شرکت کنند.
البته جزای نقدی و سایر مجازات‌ها معمولاً در حد پایین و سبک در نظر گرفته شده است. با این حال، در کشورهای چون بلژیک، در صورتی که شهروندشان به شکل مستمر در انتخابات شرکت نکند، ممکن است با لغو بعضی از حقوق مدنی خود - همچون حق رای - مواجه شود. سنگاپور نیز در صورتی که شهروندش در انتخابات ریاست جمهوری شرکت نداشته باشد، حق رای وی را باطل کرده و تنها با ارائه دلیل قانونی این حق را مجدداً به وی خواهد داد. یونان و پرو در زمینه مجازات سختگیری بیشتر کرده و ارائه محصولات و خدماتی را که دستگاه‌های عمومی این کشور به مردم ارائه می‌کنند را برای شهروندانی که در رای‌گیری شرکت نکنند قطع می‌کنند (همچون دریافت گواهی‌نامه رانندگی و پاسپورت). برزیل نیز حق دادن پاسپورت را به شهروندانی که در انتخابات شرکت نداشته باشند نمی‌دهد. کشور بولیوی با ممنوعیت خارج کردن پول از حساب بانکی افراد، مردمی را که در انتخابات شرکت نداشته باشند را مجازات می‌کند.